# Cymatura tarsalis
Cymatura tarsalis là một loài bọ cánh cứng trong họ Cerambycidae.